# Teratornis
Genre
Espèces de rang inférieur
- † T. merriami Milner, 1909
- † T. woodburnensis Campbell & Stenger, 2002

Synonymes
- Pleistogyps rex Milner, 1910

Teratornis est un genre fossile d'oiseaux de proie vivant en Amérique du Nord, de la famille des Teratornithidae et dont deux espèces sont connues comme ayant existé : Teratornis merriami et Teratornis woodburnensis .
Un grand nombre d'ossements fossiles et sous-fossiles, représentant plus de 100 individus, ont été retrouvés en Californie, en Oregon, dans le sud du Nevada, en Arizona et en Floride, mais la plupart proviennent des fosses californiennes de goudron de La Brea. Tous les restes, à l'exception du squelette partiel d'un Pléistocène précoce de la fosse de Leisey Shell (près de Charlotte Harbor) datent du Pléistocène supérieur. Les restes les plus récents datant de la limite entre l'époque pléistocène et holocène.

## Taxonomie

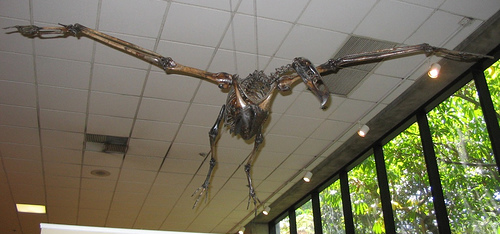
Squelette en posture de vol d'un T. merriami provenant des fosses goudronnées de La Brea.

Son nom générique signifie « oiseau monstre ».
Teratornis merriami est l'espèce la plus connue. Plus d'une centaine de spécimens ont été trouvés, principalement dans les fosses de goudron de La Brea. Il mesure environ 75 cm de hauteur avec une envergure estimée d'environ 3,5 à 3,8 mètres, et pèse environ 15 kg, ce qui le rend environ un tiers plus gros que les condors. Il s'est éteint à la fin du Pléistocène, il y a environ 10 000 ans.
Teratornis woodburnensis est la première espèce à avoir été trouvée au nord des fosses à goudron de La Brea. Ce spécimen partiel a été découvert à Legion Park (Woodburn) en 1999. Il est reconnu à partir d'un humérus, de parties du crâne, du bec, du sternum et des vertèbres qui indiquent une envergure estimée à plus de 4 mètres. La découverte remonte à la fin du Pléistocène, il y a environ 12 000 ans, dans une strate contenant les restes de mégafaune tels que mammouths, mastodontes et paresseux terrestres, ainsi que des preuves d'occupation humaine précoce sur le site.
Une autre forme, Teratornis olsoni, a été décrite à partir du Pléistocène de Cuba, mais ses affinités ne sont pas complètement résolues. Cette forme a également été considéré comme son propre genre, Oscaravis. 
Il existe également des fossiles non décrits du sud-ouest de l'Équateur, mais à part ces formes, les tératorns semblent avoir été limités à l'Amérique du Nord. 

## Description physique

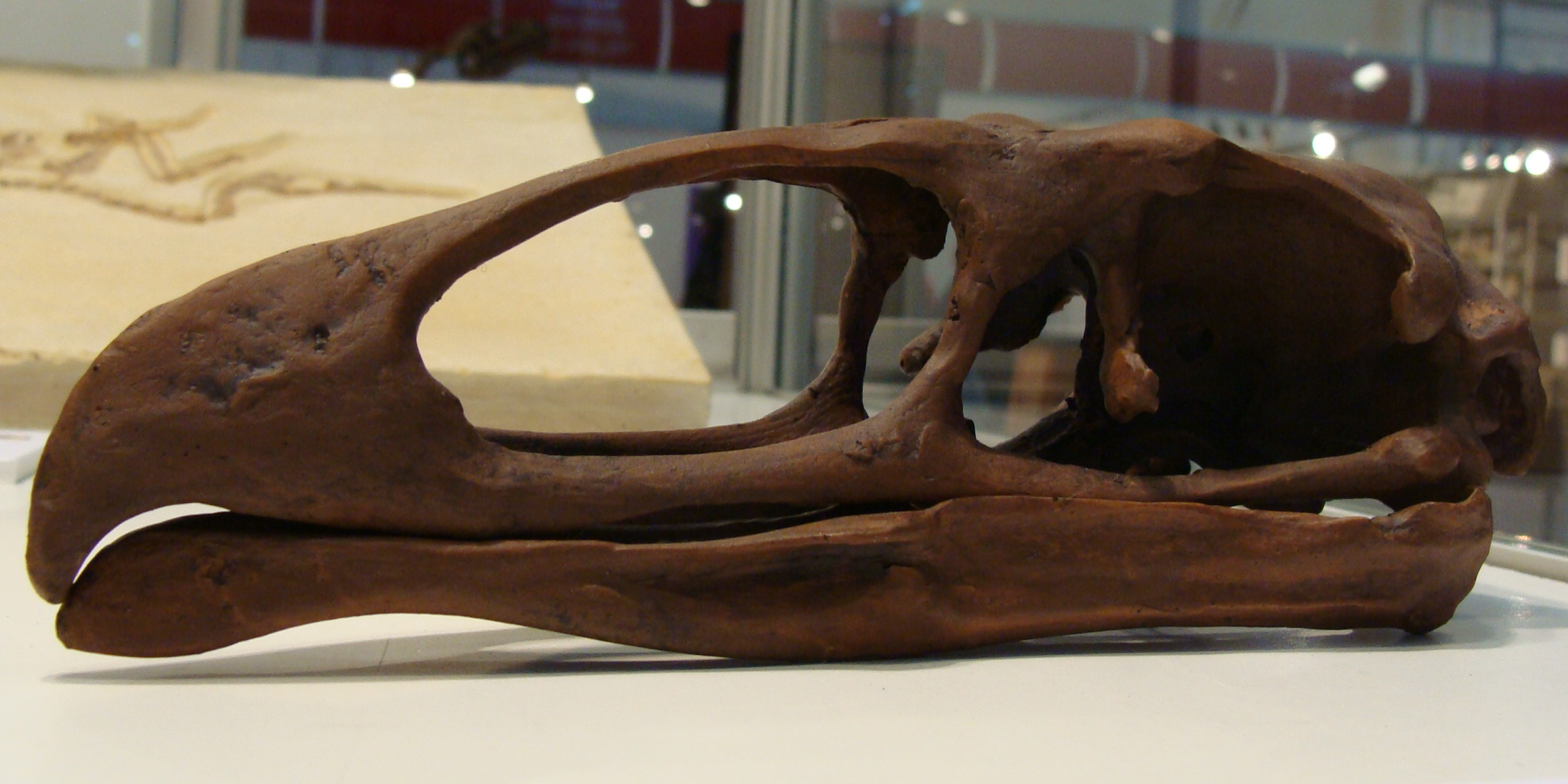
Crâne reconstruit d'un Teratornis merriami.

Teratornis merriami a une envergure d'environ 3,5 à 3,8 mètres . Il mesure environ 75 cm de hauteur. Il est un peu plus grand que le condor des Andes existant et pèse environ 15 kg ce qui est presque le double du poids d'un condor californien moyen. Un genre étroitement apparenté, Aiolornis, est environ 40 % plus grand et vivait à une époque antérieure. Il était autrefois connu sous le nom de Teratornis incredibilis, mais est suffisamment distinct pour être placé dans son propre genre.
Ses pattes sont similaires à celles d'un condor andin, mais plus robustes, et ses pieds peuvent contenir des proies mais ne peuvent pas exercer une prise importante comme chez les oiseaux de proie. 
Sa charge alaire est similaire à celle d'un condor californien, et le Teratornis merriami est probablement capable de décoller simplement en sautant et en battant ses ailes dans la plupart des circonstances. Il semble avoir été mieux adapté pour cela que pour effectuer une courte course contre le vent depuis un endroit élevé comme le font les condors, car ses jambes sont proportionnellement plus petites et sa foulée est moindre que celle des condors. 

## Paléobiologie

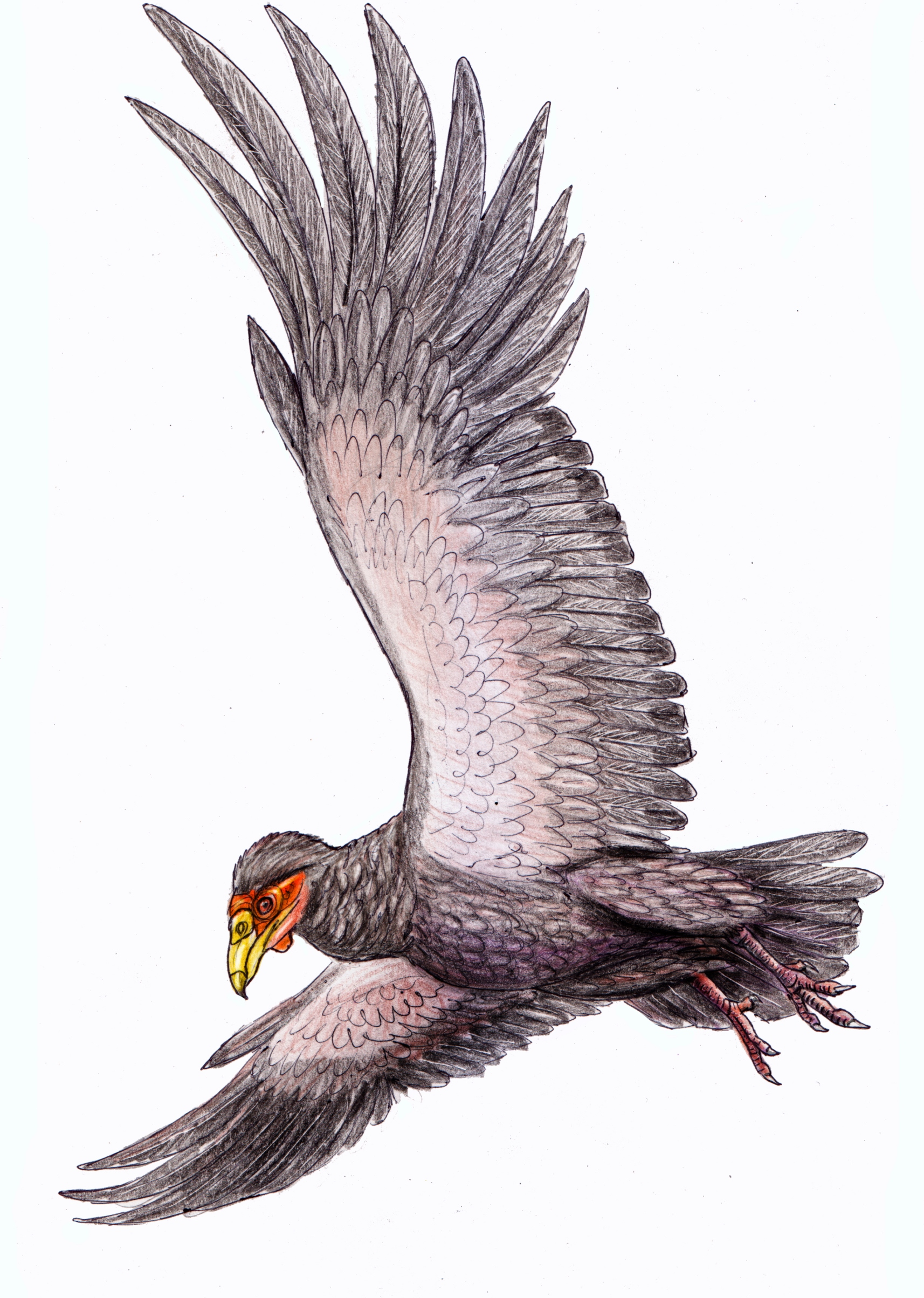
Reproduction d'un Teratornis merriami.

Teratornis merriami vivait généralement d'une manière similaire aux condors bien que son bec plus grand suggère qu'il était un prédateur plus actif. Des proies de la taille d'un petit lapin auraient probablement été avalées plus ou moins entières, tandis que la charogne aurait été avalée d'une manière similaire à celle des condors ou des vautours.
Les espèces découvertes dans les fosses de goudron de La Brea sont généralement considérés comme des animaux attirés par la mégafaune du Pléistocène qui se sont probablement coincés et qui sont morts dans l'asphalte en tentant de boire des flaques d'eau rassemblées à la surface. Le Teratorn de Merriam a probablement joué un rôle important dans l'ouverture des carcasses pour les petits oiseaux comme les aigles et corbeaux qui sont également connus pour avoir fréquenté les lieux et qui, en tant que mammifères prédateurs incapables de voler, pouvaient difficilement atteindre la plupart des carcasses sans s'embourber dans l'asphalte eux-mêmes.
Des vautours étaient présents dans cette région à cette époque mais, contrairement à eux, Teratornis merriami était  adapté pour chasser les petits animaux. L'analyse des formes du crâne et du bec suggère que le poisson a pu constituer une part importante de son alimentation. Compte tenu des pattes fortes, des griffes robustes et d'une puissance de préhension moins développée que chez les aigles, il est plus probable que le Teratorn de Merriam a chassé des proies aquatiques à la manière d'un balbuzard pêcheur, ce qui fournirait une explication de la manière dont un si grand nombre d'oiseaux auraient pu rester coincés dans l'asphalte.

## Extinction
L'espèce s'est probablement éteinte lors des changements climatiques à la fin de la dernière période glaciaire ayant conduit à des altérations écologiques généralisées et à une raréfaction des proies, exacerbées par la chasse humaine et une influence croissante sur l'habitat. Globalement, la plupart des grands animaux terrestres ont disparu et les changements des régimes de précipitations ont gravement affecté les populations de vertébrés aquatiques. Bien qu'il soit un meilleur chasseur que le condor de Californie, il était toujours moins puissant en tant que prédateur de petites proies par rapport aux faucons et aux aigles. La densité de population plus élevée et le régime alimentaire plus flexible du condor ont probablement assuré sa survie, contrairement au Teratornis merriami. Des études isotopiques récentes suggèrent que le condor de Californie a survécu à l'extinction de la mégafaune car il aurait consommé des mammifères marins morts au large de la côte du Pacifique. Le tératorn dépendait plus fortement de la charogne des mammifères terrestres et n'a donc pas survécu à leur extinction.